# Bernhard Schulze
Bernhard Schulze (Recklinghausen, 20 de mayo de 1938) es un deportista alemán que compitió en piragüismo en la modalidad de aguas tranquilas.
Participó en los Juegos Olímpicos de Tokio 1964, obteniendo una medalla de plata en la prueba de K4 1000 m.

## Palmarés internacional
| Representando al Equipo Alemán Unificado |               |                  |             |
| Juegos Olímpicos                         |               |                  |             |
| Año                                      | Lugar         | Medalla          | Competición |
| 1964                                     | Tokio (Japón) | Medalla de plata | K4 1000 m   |